# Ledracotis gunnensis
Ledracotis gunnensis är en insektsart som beskrevs av Evans 1937. Ledracotis gunnensis ingår i släktet Ledracotis och familjen dvärgstritar. Inga underarter finns listade i Catalogue of Life.